# Dimensión de correlación
En teoría del caos, la dimensión de correlación (indicada por ν) es una medida de la dimensión del espacio ocupado por un conjunto de puntos aleatorios, a menudo considerada un tipo de dimensión fractal.
Por ejemplo, si se tiene un conjunto de puntos aleatorios en la recta real entre 0 y 1, la dimensión de correlación será ν = 1, mientras que si están distribuidos en, por ejemplo, un triángulo incrustado el espacio tridimensional (o en un espacio m-dimensional), la dimensión de correlación será ν = 2. Esto es lo que intuitivamente esperaría de una medida de dimensión. La utilidad real de la dimensión de correlación es determinar las dimensiones (posiblemente fraccionarias) de los objetos fractales. Existen otros métodos para medir la dimensión (por ejemplo, la dimensión de Hausdorff-Besicovitch, la dimensión del recuento de cajas y la dimensión de información), pero la dimensión de correlación tiene la ventaja de que se calcula de forma sencilla y rápida, de ser menos sensible a perturbaciones cuando solo se dispone de una pequeña cantidad de puntos y, a menudo, coincide con otros cálculos de dimensión.
Para cualquier conjunto de puntos N en un espacio m-dimensional
{\displaystyle {\vec {x}}(i)=[x_{1}(i),x_{2}(i),\ldots ,x_{m}(i)],\qquad i=1,2,\ldots N}
entonces la integral de correlación C(ε) se calcula mediante:
{\displaystyle C(\varepsilon )=\lim _{N\rightarrow \infty }{\frac {g}{N^{2}}}}
donde g es el número total de pares de puntos que tienen una distancia entre ellos menor que la distancia ε (una representación gráfica de pares tan cercanos es el gráfico de recurrencia). Como el número de puntos tiende a infinito y la distancia entre ellos tiende a cero, la integral de correlación, para valores pequeños de ε, tomará la forma:
{\displaystyle C(\varepsilon )\sim \varepsilon ^{\nu }}
Si el número de puntos es suficientemente grande y está distribuido uniformemente, una representación logarítmica de la integral de correlación respecto a ε producirá una estimación de ν. Esta idea puede entenderse cualitativamente al darse cuenta de que para objetos de dimensiones superiores, habrá más formas de que los puntos estén cerca unos de otros, por lo que el número de pares cercanos entre sí aumentará más rápidamente para dimensiones superiores.
Grassberger y Procaccia introdujeron la técnica en 1983; el artículo da los resultados de tales estimaciones para numerosos objetos fractales, además de comparar los valores con otras medidas de dimensión fractal. La técnica se puede utilizar para distinguir entre el comportamiento caótico (determinista) y el comportamiento verdaderamente aleatorio, aunque puede que no sea buena para detectar el comportamiento determinista si el mecanismo de generación determinista es muy complejo.
Como ejemplo, en el artículo "Sun in Time", el método se utilizó para demostrar que el número de manchas solares sobre la superficie del Sol, después de tener en cuenta los ciclos conocidos, como los ciclos diarios y de 11 años, es muy probable que no sea producto de un ruido aleatorio, sino más bien de un ruido caótico, con un atractor fractal de baja dimensión.